# 16-я Парковая улица
16-я Па́рковая у́лица — улица в Восточном административном округе города Москвы на территории районов Восточное Измайлово и Северное Измайлово.

## История
Улица получила своё название 18 ноября 1949 года как одна из 16 номерных Парковых улиц, ведущих с севера к Измайловскому парку.

## Расположение
16-я Парковая улица, являясь продолжением Измайловского проспекта, проходит от Большого Купавенского проезда и 15-й Парковой улицы на восток, поворачивает на север, к улице примыкают Первомайская улица и Измайловский бульвар с запада и Первомайский проезд с северо-востока, улица изгибается на восток и затем снова на север, пересекает площадь Соловецких Юнг, на которой организован круговой перекрёсток с примыкающим с запада Сиреневым бульваром, и проходит далее на север до Щёлковского шоссе, за которым продолжается как Хабаровская улица. Участок от Большого Купавенского проезда до Сиреневого бульвара расположен на территории района Восточное Измайлово, участок от Сиреневого бульвара до Щёлковского шоссе — на территории района Северное Измайлово. Нумерация домов начинается от Большого Купавенского проезда.

## Примечательные здания и сооружения
По нечётной стороне:
- № 17 — Детская юношеско-спортивная школа Олимпийского резерва

По чётной стороне:
- № 4 — пансионат ветеранов труда

## Транспорт

### Автобус
- 34: от Первомайской улицы до Сиреневого бульвара и обратно
- 68: от Сиреневого бульвара до Щёлковского шоссе и обратно
- 557: от Сиреневого бульвара до Щёлковского шоссе и обратно
- 884: от Сиреневого бульвара до Щёлковского шоссе и обратно

### Трамвай
- Трамвайная конечная станция «16-я Парковая улица» — у примыкания Первомайской улицы; является конечной остановкой трамвайных маршрутов № 11, 12, на пересечении её и Первомайской улиц находится разворотное кольцо

### Метро
- Станция метро  Первомайская — западнее улицы, на пересечении 9-й Парковой улицы с Первомайской улицей и Измайловским бульваром
- Станция метро  Щёлковская — западнее улицы, на пересечении Щёлковского шоссе с 9-й Парковой и Уральской улицами